# 무르쿠브주

무르쿠브주

무르쿠브주(아랍어: المرقب)는 리비아 북서부에 위치한 주(州)로, 지중해 연안에 인접해 있다. 주도는 훔스이며 인구는 432,202명(2006년 기준)이다.